# François-Xavier Le Chauff de la Blanchetière
François-Xavier Gonzague Marie Le Chauff de la Blanchetière (Vallet, 12 marzo 1790 – Wassy, 1º gennaio 1843) è stato un generale francese.

## Biografia
Marie François Xavier Gonzague Le Chauff de La Blanchetière era figlio di Armand Fidèle Constant Le Chauff, signore di La Blanchetière e La Bérangeais, e di sua moglie, Flavie Reliquet du Poyet. I suoi genitori furono entrambi uccisi durante la Rivoluzione, suo padre nelle Noyades di Nantes, mentre sua madre dai "Bleus".
Fu sindaco di Vallet nei primi anni della restaurazione,  tra il 1819 e il 1822, poi comandante di alcuni gruppi vandeani durante l'ultima guerra di Vandea nel 1832, comandando 10 parrocchie (ovvero 900 uomini) tra i vigneti di Nantes, distinguendosi come uno dei più fedeli servitori della duchessa di Berry.
Lui e la sua famiglia subirono perquisizioni nel loro castello di Blanchetière a Vallet, effettuate dal generale Paul Ferdinand Stanislas Dermoncourt. Dopo il fallimento dell'insurrezione legittimista e la condanna ai lavori forzati a vita in contumacia, la famiglia Le Chauff dovette fuggire dalla Francia, dapprima nel Jersey e poi in Austria al seguito dell'ex duchessa di Berry (che per matrimonio era divenuta contessa Lucchesi-Palli).
François-Xavier Le Chauff de la Blanchetière concluse la sua carriera come ispettore forestale per conto del conte di Chambord a Wassy, nella regione dello Champagne.